# Huarpes

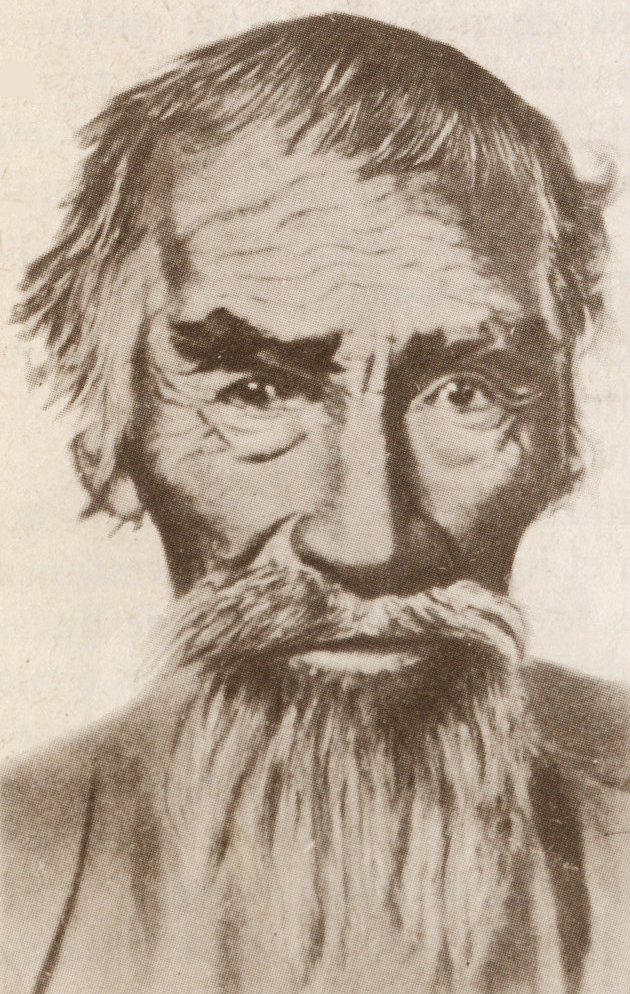
Imatge d'un membre huarpe.

Els huarpes o warpes són un poble indígena del Cuyo, a l'Argentina. Originàriament parlaven l'allentiac i el millcayac i vivien entre el riu Jáchal al nord i el Diamante al sud i entre els Andes i la vall de Conlara (a la província de San Luis) anomenant al país Huentata. Estaven dividits en quatre grups (allentiac, millcayac, chiquillanes i huanacache) i des de finals del segle XV estaven sotmesos als inques. Es van barrejar amb els maputxes pehuenches i amb els castellans, i això i les malalties europees van fer que gairebé s'extingissin al segle XVIII. La reconstrucció de la nació fou lenta i laboriosa, però al cens de pobles indígenes de 2005 quasi tretze mil persones es declaraven huarpes (províncies de Mendoza, San Juan i San Luis) dels quals 2.610 residien en comunitats, més 1.136 que vivien a Buenos Aires i rodalia; i en tot el país es van declarar 14.633 huarpes. La seva organització territorial és la Huaroe Pintanka. Hi ha també molt descendents de huarpes a Xile, dels que hi foren enviats a treballar a les "encomiendas".
En la reunió anual del 2009 del Dia de l'Indi Americà que se celebra el 19 d'abril els huarpes van rebre com a regal una bandera identificadora. Sota la presidència dels cacics Sergio Morales i Alberta Morales de la comunitat Sawa es va celebrar la cerimònia durant la qual els membres d'una comunitat indígena de San Luis van fer una ofrena a la nació huarpe: una bandera dissenyada per representar els aborígens de Cuyo i una segona bandera amb els colors de l'arc de sant Martí per ser emprada en endavant a totes les festes huarpes confeccionada per la mestra d'escola Miriam Bustos per encàrrec de l'intendent de 25 de Mayo, Juan Carlos Quiroga Moyano. Aquesta bandera pot ser considerada ben bé pròpia, ja que és diferent de la wiphala que representa a tots els indígenes d'Amèrica, i té cinc quadres d'altura per sis de llargada (total 30) a diferència de la wipala que és quadrada i té 49 quadres (7 x 7) amb els colors (que corren en diagonal) de dalt a baix: groc, taronja, vermell, violeta clar i blau clar; i d'esquerra a dreta (primera fila) groc, blanc, verd, blau fosc, violeta clar i blau clar.